# Blaise Bersinger
Blaise Bersinger, né le 14 janvier 1991 à Sydney, est un humoriste, auteur, metteur en scène et comédien improvisateur suisse.

## Biographie
Blaise Bersinger naît 14 janvier 1991 à Sydney, en Australie, où ses parents sont alors étudiants. Sa mère, enseignante, est originaire de la Vallée de Joux ; son père, biochimiste, de Saint-Gall. Il est fils unique,.
Il grandit à Lausanne, où ses parents reviennent lorsqu'il a six mois, dans le quartier sous-gare. Durant sa scolarité, il découvre l'improvisation théâtrale au collège de l'Élysée en 2003, ce qui lui donne le goût de la scène, et les capsules humoristiques Les 2 minutes du peuple de François Pérusse dont il s'inspirera ensuite dans ses sketchs absurdes riches en mixages sonores.
En 2010, il quitte l'Université de Lausanne, où il étudie la linguistique et le français médiéval, pour rejoindre la radio LFM, puis Rouge FM. Il invite Yann Marguet à l'y rejoindre. Il est licencié de Rouge FM en 2015.
En 2016, il crée son one-man-show Peinture sur chevaux 2 et rejoint l'équipe des Dicodeurs sur La Première. En 2017, il devient également humoriste sur Couleur 3 et collabore en 2018 avec Thomas Wiesel à l'émission télévisuelle Mauvaise langue, avant d'en devenir le présentateur principal,,.
Il fut présentateur du jeu télévisé Ça joue sur RTS Un de septembre 2021 jusque en décembre 2023.

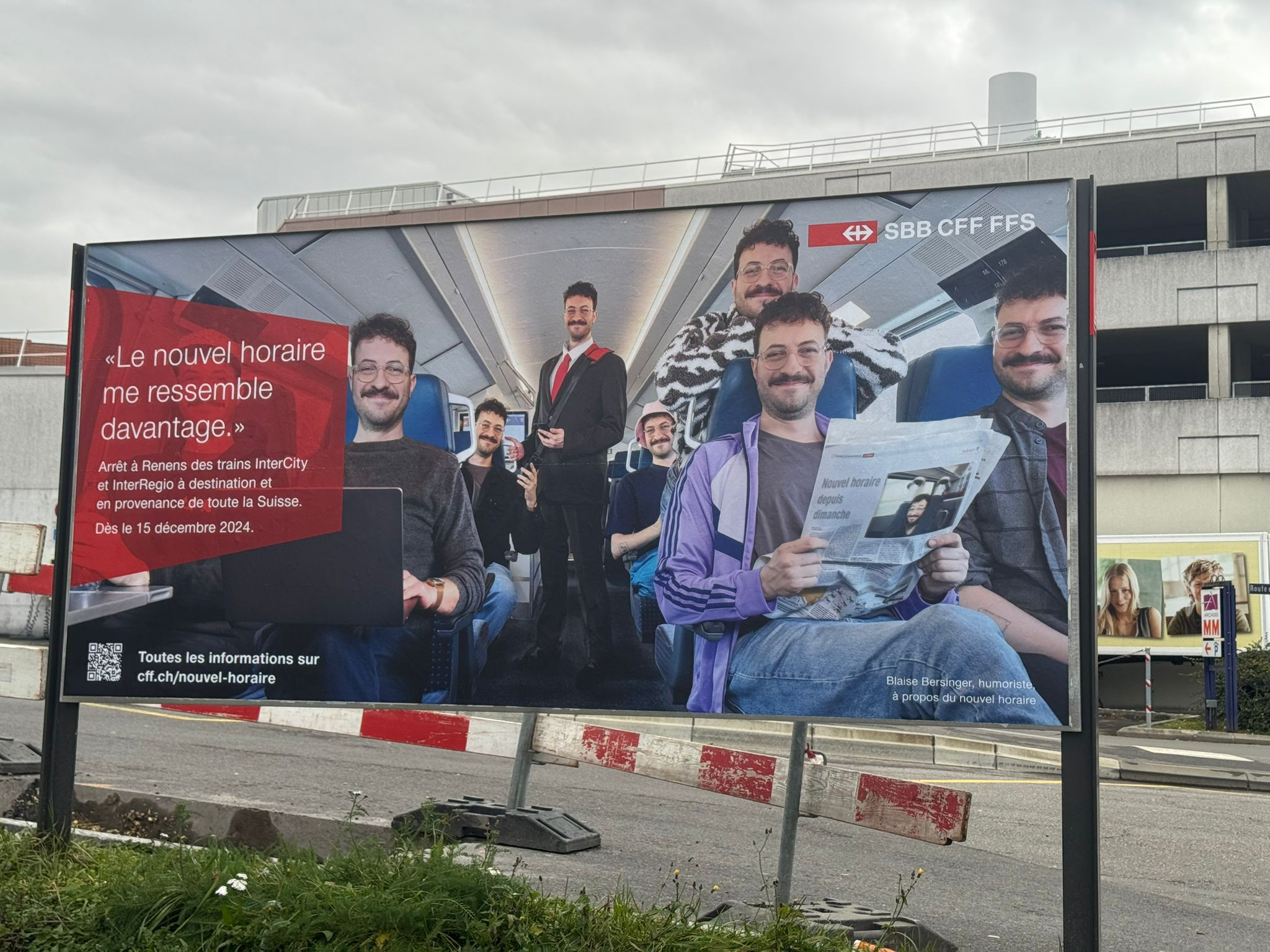
Une affiche promouvant le nouvel horaire des CFF en 2024 mettant en scène plusieurs Blaise Bersinger heureux

En 2024, il est choisi par la compagnie de chemins de fer CFF pour être un des visages de la campagne de promotion du changement d'horaire. Une campagne diffusée largement dans toute la Suisse romande. 

### Distinction
En 2020, il reçoit le prix de l'humour de la Société suisse des auteurs (catégorie confirmée) pour avoir inventé « un style unique » mêlant « tradition de l'art du clown, du burlesque façon Keaton ou Chaplin, [et] du non-sens des Monty Python », pour son activité trépidante sur scène, à la radio et en ligne, pour ses qualités de chansonnier, d'improvisateur et de multi-instrumentiste et plus généralement pour son « pouvoir rare de déclencher le rire simplement en apparaissant »,.

### Football
Depuis 2018, il fait partie du trio de commentateurs décalés des matchs de l'équipe de Suisse de football masculine Footaises sur la chaîne Couleur 3. Charles Nouveau, Fantin Moreno et Blaise Bersinger se permettent ce que les journalistes conventionnels ne peuvent pas dire ou faire. Passionné de ballon rond – plus particulièrement du Lausanne-Sport – il qualifie le Stade de la Tuilière de "son jardin."

### Musique
Blaise est multi-instrumentiste et joue notamment de la batterie. Il confie en 2023 au média en ligne Blick être passionné par le concours Eurosong avec lequel il entretient une relation particulière ; il apprécie aussi la dimension géopolitique de l'événement.
En 2024, il sort un EP de quatre titres loufoques mais tendres consacrés à Noël intitulé "Bersinger chiante Noël". Il le réalise grâce au concours du quartet de jazz suisse Kuma et affirme "avoir enregistré ce disque en clin d’œil à Beyoncé qui avait sorti un album juste avant Noël en 2013. Depuis, c’est un peu comme s'il avait le sentiment que pour être un artiste accompli, il fallait faire pareil."

### Spectacles
- 2016 : Peintures sur chevaux 2 (one-man-show, auteur et interprète)[17]. Malgré son titre, ce spectacle ne parle pas de chevaux[18].
- 2016 : Titeuf, le Pestacle (comédien-marionnettiste)[2].
- 2018 : M3 - La Nouvelle Revue de Lausanne (comédien et co-auteur)[19].
- 2019 : Monstre Ambiance - La Nouvelle Revue de Lausanne (comédien et auteur principal)[20],[21].
- 2020 : Confinage, une revue romande (comédien et auteur principal)[22],[23]
- 2021: Les gens meurent (comédien, co-auteur et metteur en scène)[24]
- depuis 2022 : Pain surprise (seul-en-scène d'humour entièrement improvisé)[3]
- 2023 : Caisse Rapide - La Revue de Lausanne (comédien, co-auteur et metteur en scène)[25],[26]

### Télévision

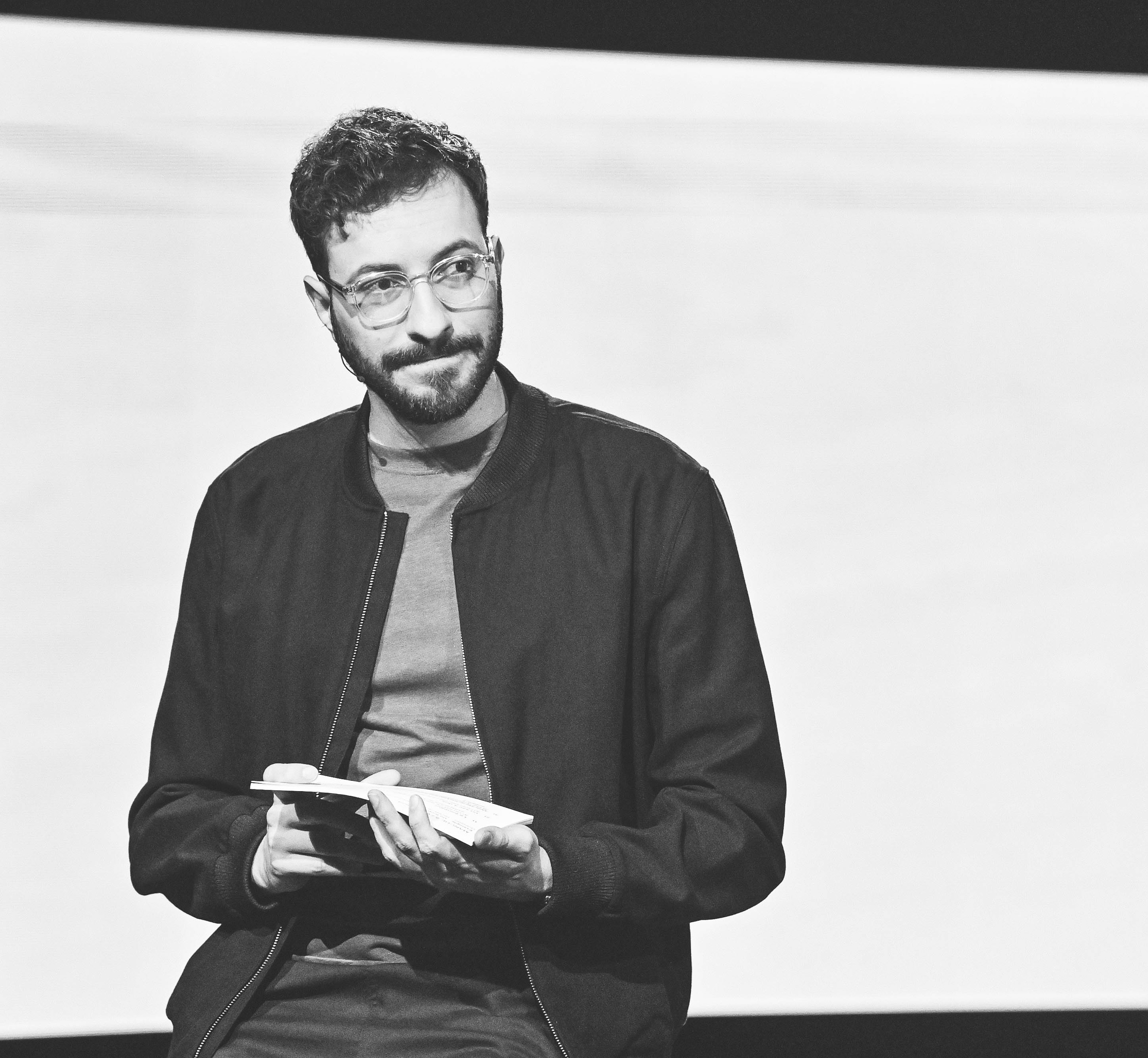
Blaise Bersinger sur le plateau de l'émission Ça joue.

- Blaise Bersinger sur le plateau de l'émission Ça joue.2018-2019 : Mauvaise Langue (émission satirique lancée par Thomas Wiesel) sur RTS 1[27]
- 2021-2023 : Ça joue (jeu humoristique) sur RTS 1[28]

### Radio
- depuis 2016 : Il fait partie de l'équipe des Dicodeurs (émission d'humour) sur La Première de façon occasionnelle[3]
- depuis 2016 : Diverses chroniques et émissions sur Couleur 3[29]
- depuis 2018 : Footaises sur Couleur 3[15]

### Internet
- 2015-2017[30] : Carac Attack (comédien et co-auteur)[2].
- 2020 : Tribolol du soir sur Instagram[31]
- 2020-2023[32] : Bon ben voilà sur la chaîne YouTube de Couleur 3, avec Yann Marguet, Yacine Nemra, Valérie Paccaud et Julien Doquin de Saint-Preux[33],[34].